# سینما انقلاب (ارومیه)
سینما انقلاب یک سینما در شهر ارومیه، ایران است.
این سینما که متعلق به حوزه هنری می‌باشد در سال ۱۳۴۲ با ۱ سالن افتتاح شده است.